# ジン・ジュンホン
ジン・ジュンホン（英語: Jing Jun Hong、中国語: 井浚泓; 拼音: Jǐng Jùnhóng、1968年10月13日 -）は、中国・上海出身のシンガポール国籍の元卓球選手。シンガポール代表として1996年アトランタ、2000年シドニー、2004年アテネの3大会連続でオリンピックに出場した。2009年からはシンガポール女子卓球代表のコーチを務めている。

## 若年期
1968年10月13日、ジン・ジュンホンは、中国・上海で教師とエンジニアの両親の下に生まれた。8歳から中国国内で卓球のトレーニングを積み、1988年には卓球女子の国内ランキングで3位になるまで実力をつけた。同年、合宿のため上海に遠征していたシンガポールの卓球選手ロイ・スー・ハンと出会い、1992年に結婚。結婚後間もなくシンガポールへ移住した。移住後は卓球を続けるつもりはなかったが、ベトナムで行われた大会に数合わせとして参加し優勝すると、その後も大会への出場を続けた。その後、1994年にシンガポール国籍を取得した。

## 卓球選手として
移住した1992年には、ジンはシンガポール代表として国際大会へ出場していた。代表デビュー戦のベトナムのゴールデンラケット国際大会で優勝。翌年には、スウェーデンのヨーテボリで開催された第42回世界卓球選手権に代表選手として選出され、中国代表でオリンピック金メダリストの鄧亜萍を破る活躍を見せた。1995年、シンガポールで開催されたコモンウェルス卓球選手権に出場し、香港代表のチャイ・ポワに次ぐ2位となった。同年にチェンマイで開催された東南アジア競技大会では、シングルスと混合ダブルスで優勝、女子ダブルスで2位となった。
1996年のアトランタオリンピックでは、シンガポール代表として女子シングルスに出場。グループステージを3戦全勝で突破し、迎えた決勝トーナメント初戦では、中国の喬紅に敗れ、ベスト16という結果となった。このオリンピックでの活躍が評価され、1997年にシンガポールオリンピック委員会の選出する、スポーツウーマン・オブ・ザ・イヤーを受賞した。同年にグラスゴーで行われたコモンウェルス卓球選手権では、女子シングルス、ダブルス、団体で優勝。スポーツウーマン・オブ・ザ・イヤーを2年連続で受賞した。その後も1997年の東南アジア競技大会はシングルスで優勝、1999年の東南アジア競技大会ではダブルス、混合ダブルス、団体で優勝と、実績を重ねた。
2000年のシドニーオリンピックでは、女子シングルスとダブルスで出場。シングルスではグループステージを勝ち上がり、決勝トーナメント準決勝で李菊に敗れ、銅メダルを掛けて挑んだ3位決定戦でも、陳静に及ばず4位となった。リ・ジャウェイとコンビを組んで挑んだダブルスでは、トーナメント1回戦で敗れ、ベスト16という結果となった。2001年に3度目となるスポーツウーマン・オブ・ザ・イヤーを受賞。
次のオリンピックまでの4年間で、2001年と2003年の東南アジア競技大会、2002年コモンウェルスゲームズでメダルを獲得。迎えた2004年のアテネオリンピックでは、前回大会と同じく女子シングルスとダブルスに出場。シングルスは3回戦で敗退、ダブルスはベスト16という結果に終わり、このオリンピックを最後に現役を引退した。

## コーチとして
2009年、ジンはシンガポール女子卓球チームのアシスタントコーチに就任。シンガポール代表の馮天薇が女子シングルスに加えて、王越古とリ・ジャウェイと共に挑んだ女子団体を合わせて、2つの銅メダルを獲得する活躍を見せた2012年のロンドンオリンピックでも、代表コーチに名を連ねた。
2013年にはヘッドコーチに昇格し、2013年、2014年連続でシンガポール卓球協会の選出するコーチ・オブ・ザ・イヤーを受賞した。2015年に代表ヘッドコーチを退き、その後はユース育成のチーフコーチを務めていたが、2022年に代表ヘッドコーチに再任した。